# Prado (asesino)
Prado (También conocido como “Conde Linska de Castillon"; muerto el 28 de diciembre de 1888) fue un asesino español juzgado, condenado y ejecutado en Francia.
Prado, que rechazó revelar su nombre real, se crio en la ciudad de Gijón, Asturias, y habría viajado por el mundo desde la edad de 14 años. En 1872 era subteniente en un grupo carlista durante la tercera guerra carlista y más tarde fue herido en la batalla de Somorrostro. Se casó con la enfermera que lo atendió en el hospital, que según él murió en un viaje a Tierra Santa. Afirmó haberse casado por segunda vez en Lima.

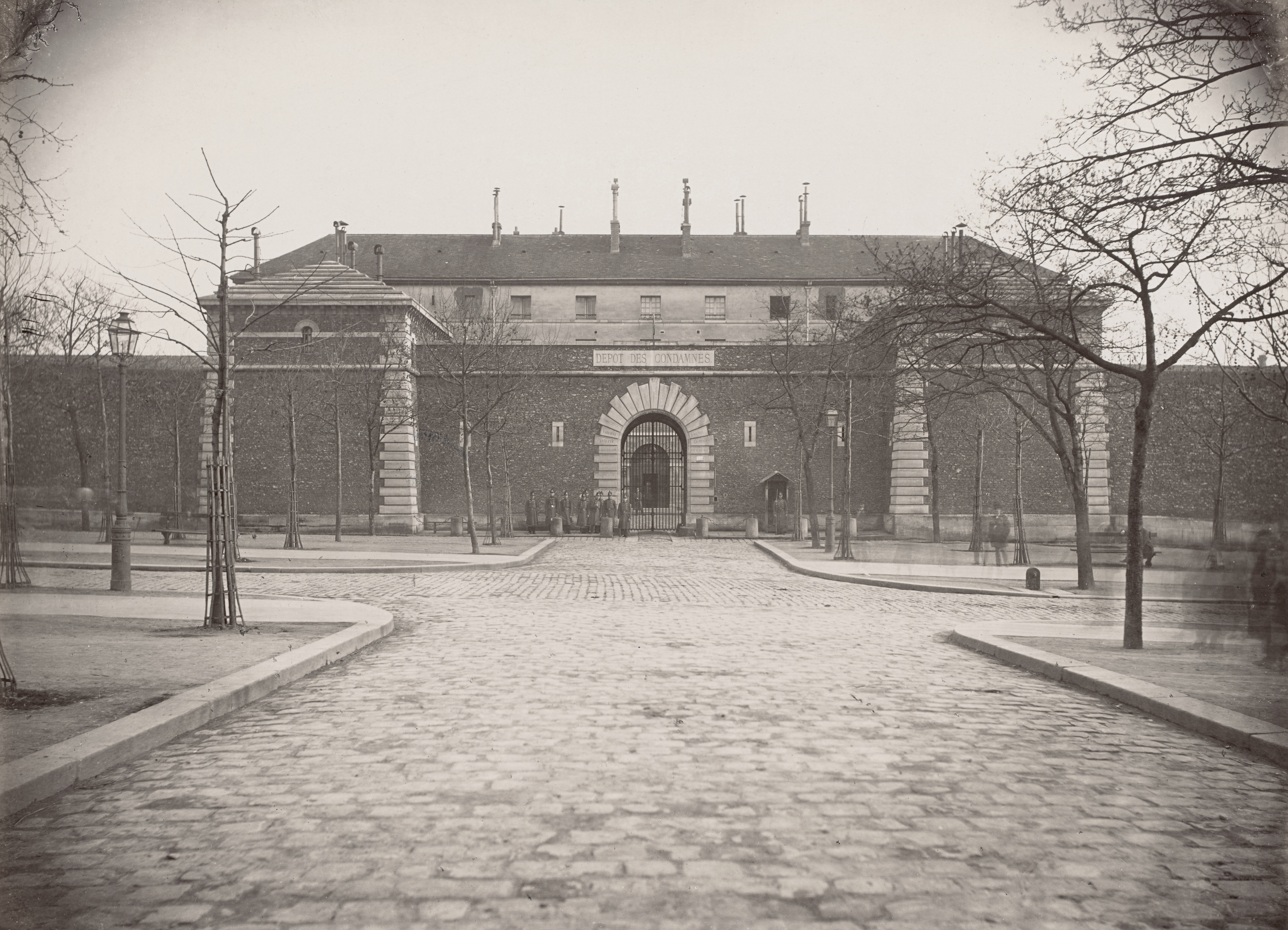
La prisión de La Roquette; fotografía de hacia 1880.

Se mudó a Francia donde convivía con una joven local hasta que degolló a la prostituta Marie Aguetant, descrita como su amante, el 14 de enero de 1886. Fue finalmente capturado, juzgado y sentenciado a ser ejecutado en la guillotina. La ejecución tuvo lugar delante de la prisión de La Roquette el 28 de diciembre de 1888, a las siete y media de la mañana. A la ejecución asistieron unas 200 celebridades, entre las que se encontraban Paul Gauguin, Jean Mounet-Sully y Paul Armand Silvestre. Aparte de dichas celebridades, una gran multitud de espectadores asistió también a la ejecución.
La ejecución de Prado fue descrita así por el Abbé Faure:

Ici une réponse injurieuse pour certaines personnes que le lecteur doit deviner.
— Et votre fille?
— Ah! si jamais vous la rencontrez, embrassez-la mille fois pour moi!
— Voulez vous que je vous embrasse pour elle ?
— Volontiers.
Et je lui donne une double accolade qu'il me rend avec effusion.
Tout est prêt, le condamné veut marcher seul, mais il me demande d'être à ses côtes. Il refuse l'appui des aides. Nous traversons la première
cour, la grande porte s'ouvre; à la vue de la foule et surtout du cercueil, Prado devient livide, il chancelle. Je m'approche pour le soutenir, je lui dis doucement, en lui montrant le crucifix:
— Adieu, mon ami.
— Adieu... monsieur... l'aumônier, dit le malheureux d'une voix éteinte.
Il n'a plus conscience de rien, il est saisi, basculé en un clin d'œil, un bruit sourd... Prado a vécu.
Pas un jet de sang. Le corps et la tête sont jetés dans le panier. On part pour le nouveau cimetière d'Ivry.
Avant de réciter les dernières prières sur le cadavre à mes pieds, je m'adresse aux représentants de la Faculté de médecine:
— Messieurs, la dernière prière de Prado a été d'être inhumé immédiatement, sans passer par les expériences anatomiques. Je vous serai personnellement reconnaissant de vouloir bien déférer à ce vœu.
M. Poirier répondit :
— Monsieur l'aumônier, nous sommes tout disposés à répondre au désir du condamné, sans toutefois le considérer comme un ordre.
— Messieurs, ma mission est remplie, à vous de remplir la vôtre.
Je récite les prières à haute voix, au milieu de l'émotion générale, et, à neuf heures, je vais célébrer la sainte messe pour le repos de l'âme de Linska de Castillon !..